# Барбизано (Тревизо)
Барбизано је насеље у Италији у округу Тревизо, региону Венето.
Према процени из 2011. у насељу је живело 1954 становника. Насеље се налази на надморској висини од 129 м.